# Fórum Abelardo Penna

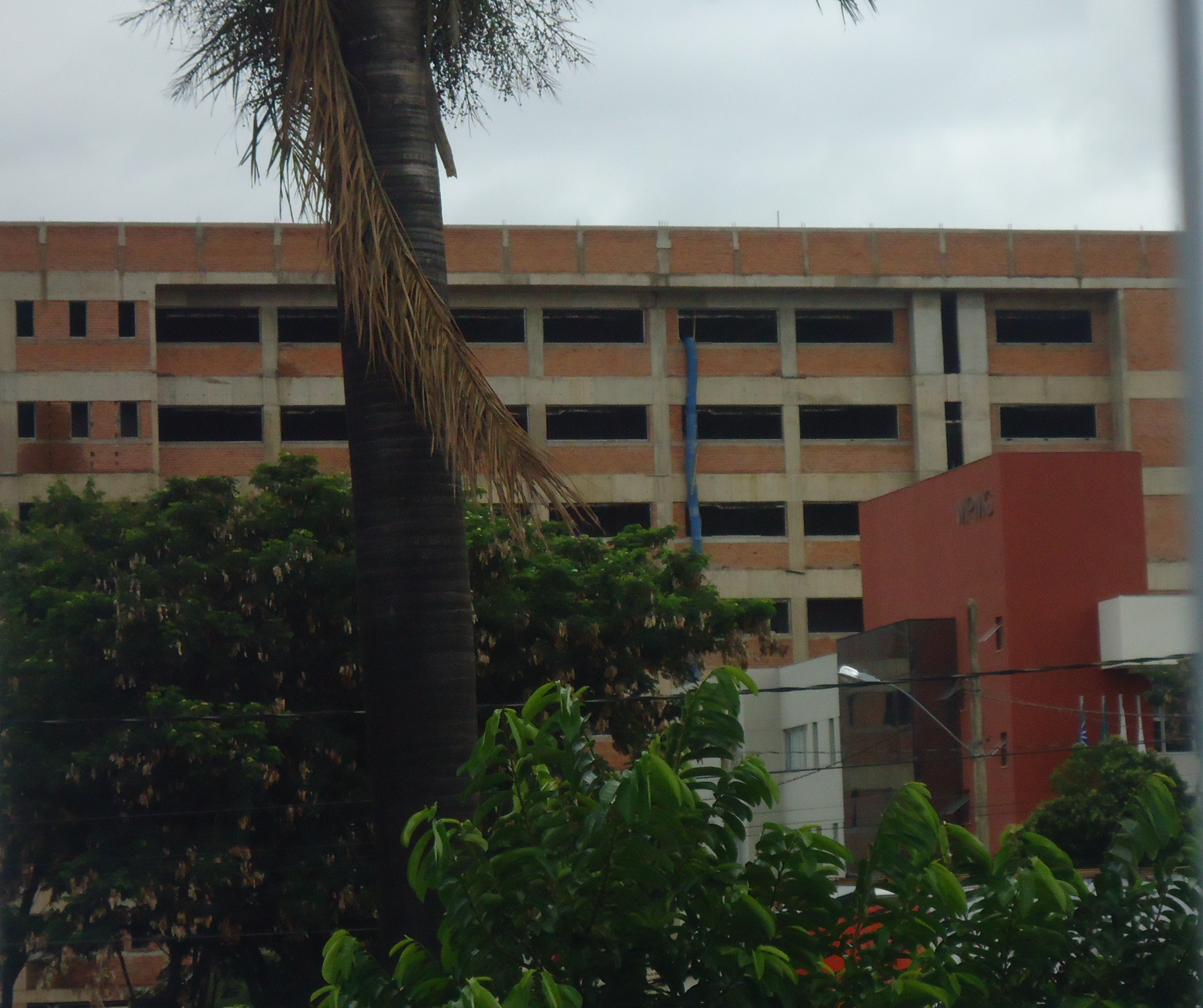
Novo Fórum de Uberlândia, quando estava em construção; e em vermelho o Ministério Público de Minas Gerais, localizados na Zona Leste da cidade.

O Fórum Abelardo Penna (Palácio de Justiça Rondon Pacheco), está localizado na Zona Leste de Uberlândia, em Minas Gerais. 
Endereço do Atual Fórum
- Av. Rondon Pacheco, 6130 - Tibery, Uberlândia - MG. Telefone: (34) 3228-8318.

## Centro Cultural
- O antigo fórum, ficava localizado em um prédio antigo, que abrigará o novo centro cultural e a biblioteca municipal, na Praça Professor Jacy de Assis, nas imediações das avenidas Floriano Peixoto e Afonso Pena, no centro da cidade.[1]